# Индивидуальный бренд
Индивидуальный бренд — это индивидуум в моменте, заинтересованный в признании своих навыков или умений.
В основе понятия индивидуальный бренд присутствует три взаимосвязанных компонента; признание (Recognition), навыки и момент времени, где момент связывает признание индивидуума с его умениями во временном континууме.
Концепция индивидуального бренда подразумевает, что статус признания индивидуума исходит от успеха (оценки) персональных навыков, где изменения признания индивидуума связаны с изменением персональных умений.
Пример: производитель контента в онлайн пространстве, заинтересованный в признании своих умений публикует свой контент, где момент это время новой публикации.
Исполнитель, заинтересованный в признании своих умений публикует свой контент (видеоблог), где статус признания связан с оценкой его персональных навыков в каждой новой публикации.

## История
С ростом виртуального пространства (интернет) и распространением социальных медиа понятие индивидуальный брендинг и статус личностного признания в сети достигли нового уровня для пользователей социальных сетей. Позиционирования своей деятельности в виртуальном пространстве имеет возможность влиять на деятельность в реальном мире.
Впервые понятия персональный брендинг, позиционирование себя, индивидуальный брендинг, были описаны в 1937 году в книге «Думай и богатей» Наполеон Хилл. Более современные методики самопозиционирования появились в 1981 в книге «Positioning: The Battle for Your Mind», Эл Райс и Джек Траут позже практику популяризировал Том Питерс. Концепции личностного успеха от само позиционирования как полагают, были впервые использованы и обсуждались в статье «The Brand Called You» Тома Питерса в 1997.
В сравнении с существующим определением: Personal branding is the practice of people marketing themselves and their careers as brands, where the personal-branding concept suggests instead that success comes from self-packaging. («Персональный брендинг — это практика маркетинга себя и своих карьер как бренд, где концепция персонального брендинга подразумевает личностный успех исходит от самопозиционирования»); концепция индивидуального бренда связывает личностный успех и признание сообщества с совершенным действием или умениям индивидуума в моменте времени.
Сегодня информационные технологии в виртуальном пространстве позволяют любой аудитории измерять результативность деятельности и умений индивидуумов. Существующие технологии оценок обратной связи о совершённых действиях и умениях позволяют любому пользователю интернета измерять статус личностного признания в моменте времени.
Возможность новых процессов измерять статистические данные результативности индивидуальных умений в моменте времени в сочетании с существующими процессами самопозиционирования позволило объединить концепции в единое определение.